# Robert Falbisaner
Pour l’article homonyme, voir Falbisaner.
Robert Oscar Léon Falbisaner , né le 16 août 1889 à Strasbourg et décédé dans cette même ville le 26 février 1957 , est un résistant en Alsace pendant la Seconde Guerre mondiale. Il crée un groupe de résistants sous couvert de son club canin. Puis il l'intègre à l'organisation clandestine du docteur vétérinaire Charles Bareiss dont il devient l'adjoint.

## Biographie
Robert Falbisaner est le fils d'Eugène Hermann Dominique Falbisaner (1854-1932) et de Marie Joséphine Elster (1859-1944).
Il épouse le 26 octobre 1915 à Londres Ellie Rose Mary Freeman (1891-1982), de nationalité anglaise.
Il entre à la faculté de Droit de Strasbourg afin d'entreprendre une carrière bancaire. Puis finalement, le 1er octobre 1924, il entre dans la compagnie d'assurance Rhin et Moselle. En  1932, il est agent général d'assurance.
Il est président de « l'Airedal-Club » de Strasbourg.

### Résistance sous le couvert des clubs canins
Au début de la Seconde Guerre mondiale, il est réfugié à Périgueux. Malgré son mariage avec une citoyenne britannique, il est autorisé à revenir revient à Strasbourg le 19 septembre 1940. Il a son logement et ses bureaux à l'angle de la rue de la Mésange et de la place Broglie. Refusant la nazification et l'annexion de fait de l'Alsace, Robert Falbisaner constitue un groupe de résistant au sein de « l'Airedal-Club », il a comme adjoint Louis Schott qui est membre du « Club des Bergers-Allemands » et son collègue Frédéric Schaelderlé comme agent de liaison. Les membres se réunissent à la Brasserie du Grand Kléber (Schutzenberger) où les clubs canins se réunissent. C'est dans ce cadre associatif qu'il rencontre en décembre 1940 Camille Ruff, président de « Boxer-Club », qui a lui aussi constitué un groupe de résistants. Les deux groupes coopèrent pour aider les prisonniers de guerre (PG) évadés.

### Au sein de l'organisation clandestine du docteur Bareiss
Camille Ruff lui présente différentes personnes dont le docteur vétérinaire Charles Bareiss qui est revenu en janvier 1941 pour organiser la résistance en Alsace au profit des Services de Renseignements (SR) de Vichy. À son arrivée, il trouve une organisation clandestine déjà en place qui va lui servir de noyau pour fédérer les groupes de résistance alsaciens. Au sein de la nouvelle organisation clandestine du docteur Bareiss qui prendra, fin 1941, le nom de « Gaullistes d'Alsace et de Lorraine », Robert Falbisaner prend la responsabilité du secteur de Strasbourg-ville.
En février 1941, il assiste à la réunion organisée dans l'appartement de Charles Bareiss qui explique son plan d'action et demande aux groupes d'arrêter l'aide aux prisonniers de guerre trop risquée pour s'orienter vers la lutte contre la nazification par tracts et journaux ainsi qu'a la recherche de renseignements.
En mars 1941, le Séquestre allemand demande à  Robert Falbisaner de se rendre à Périgueux pour entrer en contact avec la municipalité strasbourgeoise qui y est replié. Il doit récupérer des fonds et la liste des membres de la Société d'Incinération dont il est le vice-président. Il part le 20 août 1941 avec Paul Freiss. Sur place, grâce à Edmond Néegelent, adjoint au maire de Strasbourg, il trouve une fausse excuse pour ne pas remplir sa mission. Il rencontre les autorités alsaciennes comme le préfet Wolf, le  maire Charles Frey et son adjoint Maechling. Il profite de son déplacement pour rencontrer le commandant d'Ornant qui lui confirme et précise les consignes déjà données par le docteur Charles Bareiss,. Il rentre le 3 septembre 1941, et  réunit à son domicile les chefs de secteur et le docteur Bariess pour leur rendre compte. Par la suite, son appartement devient le lieu de réunion hebdomadaire du groupe.
Entre-temps, le 8 avril 1941, Robert Falbisaner est convoqué par le Sicherheitsdienst (SD) allée de la Robertsau où des questions lui sont posées sur les nombreux mouvements à son logement qui lui sert aussi de bureau. Il met en avant son métier d'agent général d'assurance. La convocation restera sans suite,.

### Vers le renseignement
Depuis son retour de zone libre, Robert Falbisaner se consacre plus particulièrement au renseignement. Il fait systématiquement filmer par Paul Freiss les manifestations et défilés des formations nazies afin d’informer les alliés sur la propagande allemande dans les pays annexés,.
Le 26 octobre 1941, il se rend à Cologne pour juger des dégâts causés par les bombardements alliés et transmet son rapport au réseau Kléber par Frédéric Schaelderlé et Charles Vuillard,.
Au mois de février 1942, un membre de son groupe Pierre Schreckenberg obtient le rapport économique du maréchal Goering. Robert Falbisaner le copie et le distribue aux autres groupes de résistance et aux services de renseignements de Vichy et gaullistes.
Le 25 septembre 1941, Robert Falbisaner est une nouvelle fois convoqué par la Gestapo rue Sellénick où les policiers l'accusèrent d'être le chef d'un parti travaillant contre les Allemands. Il est relâché, après un long interrogatoire, faute de preuves.

### L'évasion
Le 26 mars 1942, Frédéric Schaelderlé trahit par Léon Barth est arrêté par la Gestapo. Dans les jours qui suivent, les arrestations des membres de l'organisation se succèdent. Le 3 avril 1942, la Gestapo se présente à son domicile, mais le couple Falbisaner feint d'être absent et se réfugie dans une chambre de bonne sous les toits. Les policiers se mettent en planque devant les entrées du bâtiment. Prévenu par une voisine du relâchement de la surveillance, le couple réussit à s'échapper par une des portes non surveillée. Ils se réfugient chez Albert Schoen à Mulhouse, ils y rencontrent le docteur Bareiss et Georges Henner qui doit leur fournir des faux papiers. Ce dernier les héberge et organise leur passage en Suisse. Le 22 avril, M. Zurbach les conduit à Durlinsdorf  où un passeur leur fait passer à pied la frontière près de Bonfol (Suisse). À leur arrivée en Suisse, le couple est séparé. Madame Falbisaner est placée dans un couvent et son mari à la prison de Porrentruy où il rencontre Hans Greiner qui est en réalité le général Henri Giraud évadé, quelques jours plus tôt, d'Allemagne lors d'une opération réalisée par la Septième colonne d'Alsace (réseau Martial). Le 27 avril, la famille Falbisaner est libérée et le 29 avril, elle est à Lyon. Robert Falbisaner y rencontre d'autres résistants alsaciens en fuite. Le 7 mai 1942, il s'installe à Périgueux.

### Caché en Dordogne
Loin d'abandonner le combat, Robert Falbisaner reste en contact régulier avec Paul Freiss qui le remplace à la tête du groupe à Strasbourg. Grâce aux facilités de déplacements de ce dernier, les deux hommes se rencontrent le  6 juin 1942 à Lyon.
Avec l'invasion de la zone libre le 11 novembre 1942, Robert Falbisaner devient Paul Lacour et se réfugie au château de la Feuillade, près de Coursac. Pour échapper à la Gestapo, à partir du 30 janvier 1943, il se cache à la cité-sanitaire de  Clairvivre à Salagnac au sein de l'hôpital des réfugiés tenu par des Alsaciens ayant refusé de revenir en Alsace,. Il reste en contact avec le commandant d'Ormant et de nombreux évadés alsaciens.

### Après-guerre
Il rentre à Strasbourg dès décembre 1944. Il reprend et fait prospérer son agence d'assurance. Il prend la présidence de la Société pour la propagation de l'incinération de Strasbourg, qu'il représente à de nombreux congrès internationaux. Il se présente aux élections municipales de 1945, mais échoue et se consacre alors totalement à ses activités professionnelles et associatives,.

## Distinctions
- Chevalier de la Légion d'honneur[3] ;
- Médaille de la Résistance française par décret du 24 avril 1946[3],[7] ;
- Croix du combattant volontaire de la Résistance[3] ;
- Médaille des évadés[3] ;
- Chevalier de l'ordre du Mérite agricole[3] ;
- Chevalier de l'ordre du Mérite social[3].

### Note
1. ↑  Les clubs canins sont répertoriés comme « associations sportives » par les autorités nazies et donc considérés comme étant apolitiques. Ils n'ont pas été interdits par les Allemands et sont moins surveillés. Leurs membres peuvent se réunir en toute liberté pour discuter sur le dressage des chiens

#### Photos
- « Remise de décorations 1939-45 », sur ancarpost.org (consulté le 10 septembre 2020)